# Кантоне Черето (Алесандрија)
Кантоне Черето је насеље у Италији у округу Алесандрија, региону Пијемонт.
Према процени из 2011. у насељу је живело 106 становника. Насеље се налази на надморској висини од 109 м.